# Languedoc-Roussillon Universiteiten
De Languedoc-Roussillon Universiteiten (Frans: Languedoc-Roussillon Universités, voorheen Université Montpellier Sud de France) was een consortium van instellingen van hoger onderwijs en onderzoek, dat van 2009 tot 2019 bestond in de stad Montpellier en de regio Occitanie in Frankrijk.

## Geschiedenis
De drie universiteiten van Montpellier (I, II en III) hadden reeds vroeger samengewerkt in de Academische Conferentie van Rectoren van de Universiteiten van de Academie van Montpellier (opgericht in 1990), het Europees Universitair Consortium van Montpellier en Languedoc-Roussillon (opgericht in 1994), en via de oprichting van interuniversitaire diensten. Bovendien waren deze drie universiteiten voortgekomen uit de splitsing van de historische Universiteit van Montpellier (gesticht in 1289) naar aanleiding van de hoger onderwijswet van 12 november 1968 ("la loi Faure"), die weer een gevolg was van de Parijse studentenrevolte eerder dat jaar.
In 2009 groepeerden de hoger onderwijsinstellingen zich in een zogenaamd consortium voor onderzoek en hoger onderwijs (Frans: communauté d'universités et établissements). Deze ging van start op 9 juni 2009. Het consortium had twee hoofddoelstellingen: het voorbereiden van de fusie van de universiteiten en het beheren van maatregelen met betrekking tot het zogenaamde Plan campus van de regering. Voorzitter was tussen 2009 en 2011 Dominique Deville de Périère, een voormalige rector van de Université Montpellier 1.
De universiteiten Montpellier I en II fuseerden in 2015 en gingen daarna verder onder de historische naam Université de Montpellier. Montpellier III ging niet mee in de fusie een staat anno 2024 bekend als Université Paul-Valéry-Montpellier-III. Het consortium verloor door de fusie zijn betekenis en werd in 2019 ontbonden.

## Leden
De stichtende leden waren:
- Universiteit Montpellier I (ook wel Montpellier 1)
- Universiteit Montpellier II (ook wel Montpellier 2)
- Universiteit Montpellier III (ook wel Montpellier 3)

Partnerinstellingen waren:
- Centre international d'études supérieures en sciences agronomiques (internationaal centrum voor hoger onderwijs en landbouwwetenschappen)
- École nationale supérieure de chimie de Montpellier (nationale hogeschool voor chemie van Montpellier)
- École des mines d'Alès (mijnschool van Alès)
- Universiteit van Nîmes
- Universiteit van Perpignan,
- Institut de recherche pour le développement (IRD)
- Centre de coopération internationale en recherche agronomique pour le développement (CIRAD)
- Het academisch ziekenhuis van Montpellier
- institut régional du travail social (regionaal instituut voor sociaal werk)
- Centre régional des œuvres universitaires et scolaires (Regionaal centrum voor universitaire en geschoolde werken) (CROUS) van Montpellier
- de regio Occitanie
- de stad Montpellier